# Constituição do Estado do Amazonas de 1935

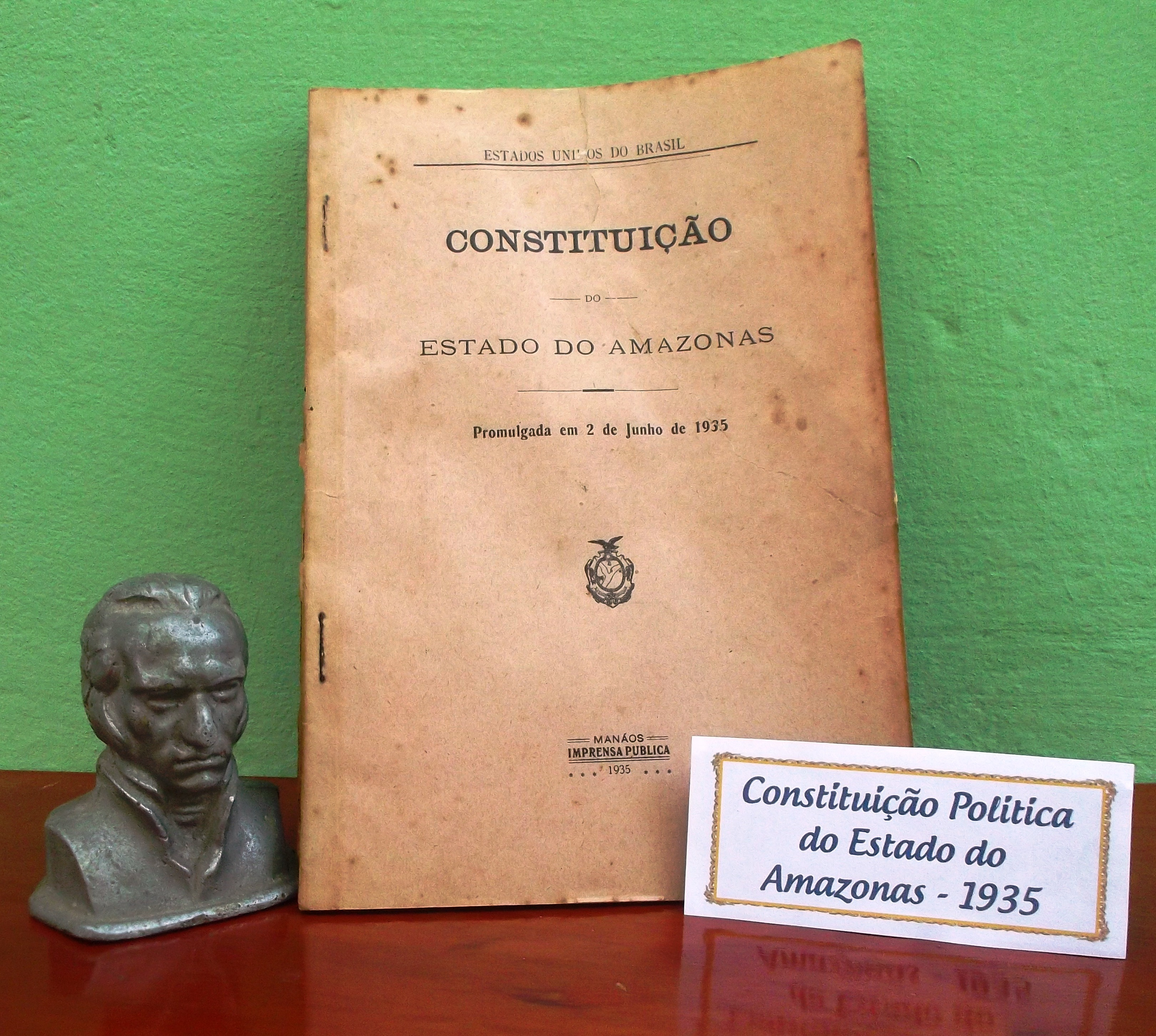
Edição especial que contem as assinaturas dos deputados que compuseram a Assembleia Estadual Constituinte do Estado do Amazonas de 1935.

A Constituição do Estado do Amazonas de 1935 foi promulgada em 2 de julho de 1935 pela Assembleia Estadual Constituinte, para se ajustar aos parâmetros da Constituição brasileira de 1934.

## Preâmbulo
O preâmbulo é a literatura inicial da referida Carta Política Maior do Amazonas e tem a seguinte proclamação: “ Com o pensamento em Deus, nós, os representantes do povo do Amazonas, reunidos em Assembleia Constituinte, para dar organização política ao Estado, decretamos e promulgamos a seguinte CONSTITUIÇÃO DO ESTADO DO AMAZONAS”

## Corpo
A literatura da mesma compõe-se de 179 artigos e as Disposições Transitórias possuem mais 19 artigos.

## Constituintes
Tem as assinaturas dos seguintes membros da Assembleia Constituinte:
- Julio Cesar de Lima, presidente da Assembleia Constituinte
- Ariolindo Aguiar Azevedo, 1º secretário
- João Nogueira da Matta, 2º secretário

Armando Madeira, Vivaldo Palma Lima, Leopoldo Carpinteiro Peres, Aristides Rocha, Ary Tapajós Cahn, Moacyr de Gouvêa Dantas Cavalcante, João de Paula Gonsálves, Antonvilla Rodrigues Mourão Vieira, Cosme Ferreira Filho,
José Nunes de Lima, Ananias Celestino D’almeida,  Maria de Miranda Leão, Leopoldo Amorim da Silva Neves, Ruy Barreto, João Baptista Verçosa, Tito de Lemos Bittencourt, Padre Manoel Monteiro da Silva, Philadelpho Floriano de Moraes, Félix Valois Coelho, Carlos Augusto Machado, Benjamin Constant da Costa Ferreira, Antonio de Vasconcelos, Felismino Francisco Soares, Raimundo Chaves Ribeiro, Artur Hermógenes da Silveira Bonates, José de Almeida Pimentel Salles e Manoel de Sousa Lobo.

## Edição histórica
Após a promulgação a Imprensa Pública do estado imprimiu uma histórica edição com as assinaturas de todos os deputados, e uma deputada, que fizeram e promulgaram aquela Constituição estadual.